# Robert King
Robert Wade King (20. června 1906, Los Angeles – 29. července 1965, Walnut Creek) byl americký atlet, olympijský vítěz ve skoku do výšky.
Na olympiádě v Amsterdamu v roce 1928 zvítězil v soutěži výškařů, která trvala pět hodin. Jako jediný překonal laťku na výšce 194 cm.